# Liste der Monuments historiques in Baissey
Die Liste der Monuments historiques in Baissey führt die Monuments historiques in der französischen Gemeinde Baissey auf.

## Liste der Immobilien
| Bezeichnung               | Beschreibung | Standort                                | Kennzeichnung | Schutzstatus | Datum | Bild           |
| ------------------------- | --- | --------------------------------------- | ------------- | ------------ | ----- | -------------- |
| Wohnhaus                  | in Renaissanceformen, 16. Jahrhundert | 2 rue du Preslot (Lage)                 | PA00079070    | Inscrit      | 1977  |                |
| Mühle                     | aus dem 19. Jahrhundert, im Kern auf die bischöfliche Bannmühle aus dem 15. Jahrhundert zurückgehend; mit wasserbaulichen Anlagen und technischer Ausstattung | 1 rue du Paradis (Lage)                 | PA52000002    | Inscrit      | 1996  |                |
| Kirche St-Pierre-ès-Liens | Chor, 13. Jahrhundert, Schiff von 1773, Entwurf François Buron                                                                                                | Place Saint-Pierre-et-Saint-Paul (Lage) | PA52000001    | Inscrit      | 1996  | weitere Bilder |
| Wegekreuz                 | in Renaissanceformen, 15. Jahrhundert | Place du Calvaire (Lage)                | PA00079069    | Inscrit      | 1927  | weitere Bilder |

## Liste der Objekte
| Bezeichnung                      | Beschreibung | Standort                                | Kennzeichnung | Schutzstatus | Datum | Bild |
| -------------------------------- | --- | --------------------------------------- | ------------- | ------------ | ----- | ---- |
| Hauptaltar                       | Altartisch und Retabel; Holz, farbig gefasst und vergoldet, 18. Jahrhundert; zugehörig PM52001357 bis PM52001360 | in der Kirche St-Pierre-ès-Liens (Lage) | PM52000537    | Classé       | 1974  |      |
| Skulptur Heiliger Nikolaus       | Holz, farbig gefasst und vergoldet, 18. Jahrhundert                                                              | in der Kirche St-Pierre-ès-Liens (Lage) | PM52001357    | Classé       | 1974  |      |
| Skulptur Petrus                  | Holz, farbig gefasst und vergoldet, 18. Jahrhundert                                                              | in der Kirche St-Pierre-ès-Liens (Lage) | PM52001358    | Classé       | 1974  |      |
| Skulptur Paulus                  | Holz, farbig gefasst und vergoldet, 18. Jahrhundert                                                              | in der Kirche St-Pierre-ès-Liens (Lage) | PM52001359    | Classé       | 1974  |      |
| Skulptur eines heiligen Bischofs | Holz, farbig gefasst und vergoldet, 18. Jahrhundert                                                              | in der Kirche St-Pierre-ès-Liens (Lage) | PM52001360    | Classé       | 1974  |      |